# Agapetes muscorum
Agapetes muscorum är en ljungväxtart som beskrevs av Airy Shaw. Agapetes muscorum ingår i släktet Agapetes och familjen ljungväxter. Inga underarter finns listade i Catalogue of Life.